# Оукланд (округ Лоренс, Пенсилванија)
Оукланд (енгл. Oakland, Lawrence County) насељено је место без административног статуса у америчкој савезној држави Пенсилванија.

## Демографија
По попису из 2010. године број становника је 1.569, што је 53 (3,5%) становника више него 2000. године.
| Група             | 2000.         | 2010.         |
| Белци             | 1.398 (92,2%) | 1.383 (88,1%) |
| Афроамериканци    | 103 (6,8%)    | 110 (7,0%)    |
| Азијати           | 3 (0,2%)      | 8 (0,5%)      |
| Хиспаноамериканци | 5 (0,3%)      | 21 (1,3%)     |
| Укупно            | 1.516         | 1.569         |